# مركز ريناتو روسو الثقافي
مركز ريناتو روسو الثقافي هي مؤسسة ثقافية تديرها أمانة الثقافة في المقاطعة الفيدرالية. تقع في برازيليا عاصمة البرازيل.
يحتوي المركز على العديد من المباني المترابطة. يعود أقدمها إلى السبعينيات عندما كان يضم المقر الرئيسي للمؤسسة الثقافية في المقاطعة الفيدرالية. تم دمج الهياكل الأخرى تدريجياً بمرور الوقت، بما في ذلك مركز الإبداع. في الثمانينيات واجه المركز الثقافي أوقاتًا صعبة، لكن المجتمع المحلي قدم الدعم لإعادة تنشيطه. تم تجديد المبنى بناءً على مشروع وقعه أنطونيو يوستاكيو وبدعم من مؤسسة موكيتي أوكادا. أعيد افتتاحه في 13 سبتمبر 1993. في نفس الوقت حصل على اسمه الحالي تكريما للمغني ريناتو روسو (1960-1996)، العضو السابق في المجموعة الموسيقية ليقياو أوربانا، المعروفة وطنيا في البرازيل.
يتألف مركز ريناتو روسو الثقافي من مسرح غالباو وغرفة متعددة الأغراض وغرفة فيديو ومسرح سينما وسقيفة لورش العمل ومكتبة وطابق نصفي ومختبر ومكاتب إدارية.
منذ 20 ديسمبر 2013 تم إغلاق المركز الثقافي بسبب ظروفه المادية السيئة. قائمة المشاكل كبيرة: الشقوق والأسلاك المكشوفة والأبواب التالفة ونقص إمكانية الوصول، فضلاً عن أوجه القصور الخطيرة في الأجزاء الهيدروليكية والكهربائية والهيكلية للمبنى. على الرغم من إبلاغ وكالات المقاطعة المسؤولة عن المكان بالوضع إلا أن حكومة المقاطعة الفيدرالية لم تنته بعد من الأعمال المعلنة في عام 2015، ولم تعيد فتح المرافق.
ترغب مجموعة من محبي ريناتو روسو في تحويل مركز ريناتو روسو الثقافي إلى نصب تذكاري على شرف الموسيقي.